# А. Ле Кок Арена
„А. Ле Кок Арена“ (на естонски A. Le Coq Arena) е футболен стадион в град Талин, Естония.
Построен е през 2001 г. Разполага с капацитет от 9692 седящи места. Носи името на естонската бирена компания „А. Ле Кок“. Служи за домакинските срещи на местния футболен отбор Флора Талин, както и на националния отбор по футбол на Естония.